# Руснаците идват
„Руснаците идват“ (на английски: The Russians Are Coming, the Russians Are Coming) е американски комедиен филм за Студената война от 1966 г., режисиран и продуциран от Норман Джуисън за „Юнайтед Артистс“. Сатиричният разказ описва хаоса след излизането на сушата край малък остров в Нова Англия на съветската подводница „Спрут“ (от руски: „октопод“). Във филма участват Алън Аркин в първата му голяма филмова роля, Карл Райнър, Ева Мари Сейнт, Браян Кит, Теодор Байкъл, Джонатан Уинтърс, Джон Филип Лоу, Теси О'Шей и Пол Форд.
Сценарият е базиран на романа на Натаниел Бенчли от 1961 г. The Off-Islanders и е адаптиран за екрана от Уилям Роуз. Заглавието прави препратки към среднощната езда на Пол Ривиър, както и подсюжетът, в който пияницата от града (Бен Блу) язди коня си, за да предупреди хората за „инвазията“.
Премиерата на филма е на 25 май 1966 г. и има широк критичен и комерсиален успех. На 39-ите награди на Академията филмът е номиниран за четири награди Оскар, включително за най-добър филм, най-добър адаптиран сценарий и най-добър актьор за Алън Аркин. Освен това печели два Златни глобуса за най-добър филм – мюзикъл или комедия и за най-добър актьор – мюзикъл или комедия за Аркин.
  